# Visible Music

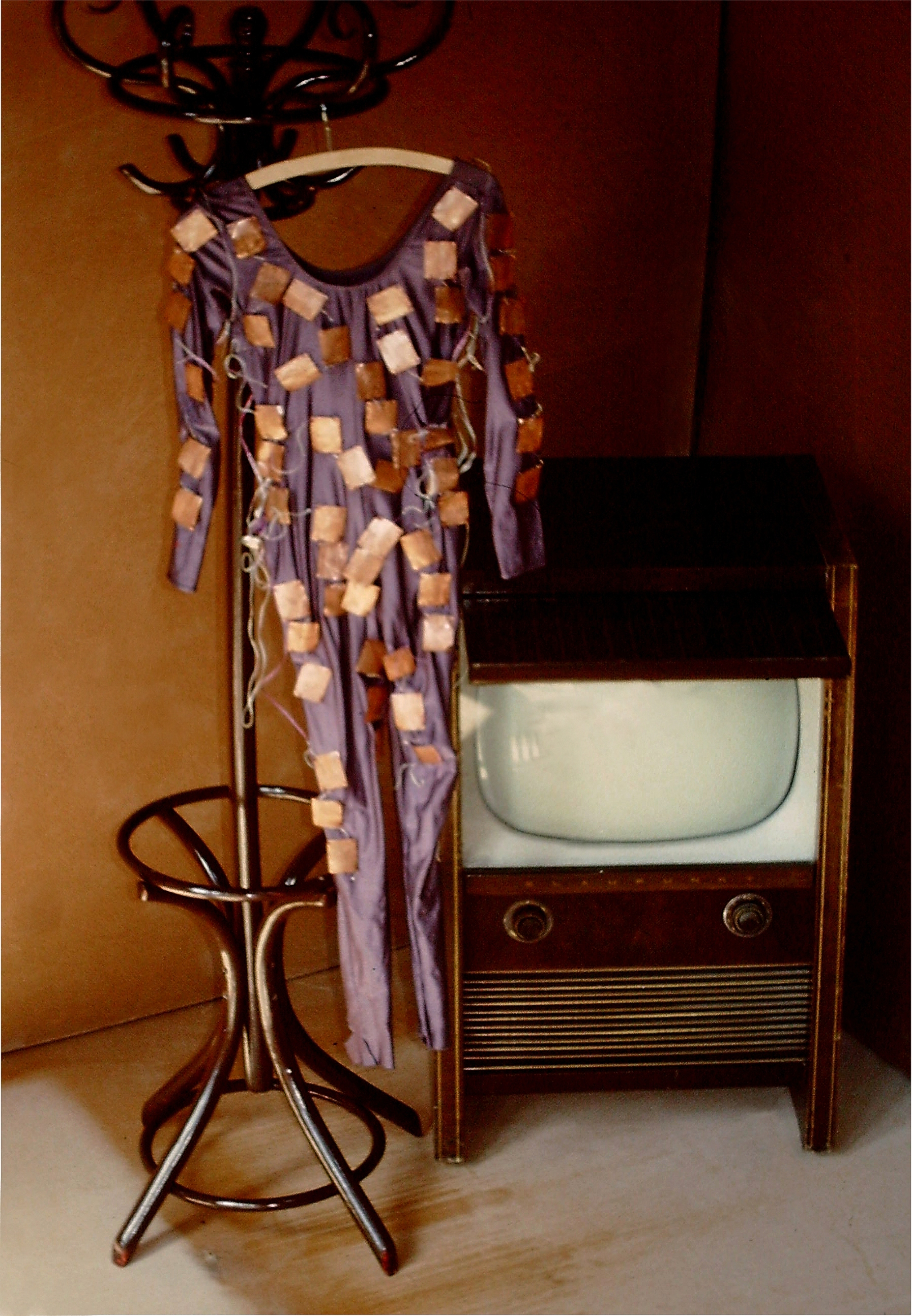
Tastatur der erogenen Zonen als Interface für einen Moog-Synthesizer (1982)

Visible Music- Projekte werden von Künstlern mit umgebauten elektronischen Musikinstrumenten „live“ realisiert.
Im Gegensatz zu einer Visualisierung oder einer Videoprojektion liegt der inhaltliche Ansatz im Spannungsfeld Klangfarbe – Farbklang.
Unterschiedliche Lichtquellen wie Oszillator (Robert Moog), Monitor (Charlotte Moorman),
Neonröhre (Laurie Anderson), Lichtschranke (Franz Manfred Seifert) oder Laser (Carson Dunning Jeffries) erwecken im Betrachter bzw. Zuhörer einen Zwiespalt zwischen akustischen und optischen Reizen. Visible Music-Projekte heben sich ab den 1960er Jahren von physikalischen Experimenten dadurch ab, dass avantgardistische Künstler sich in ihrer Arbeit mit wissenschaftlichen Erkenntnissen auseinandersetzen.
Das Festival für Kunst, Technologie und Gesellschaft Ars Electronica in Linz bot ab 1979 vielen Multimediakünstlern die Möglichkeit, solche Projekte zu realisieren.